# Čang Nan (badmintonista)
Čang Nan (čínsky pchin-jinem Zhāng Nán, znaky 张楠; * 1. března 1990, Peking, Čína) je čínský badmintonista. Na Letních olympijských hrách v Londýně získal s Čao Jün-lej zlatou medaili ve smíšené čtyřhře. Je též dvojnásobný mistr světa ve smíšené čtyřhře.